# ジョン・キャンディの夢におまかせ
『ジョン・キャンディの夢におまかせ』（ジョンキャンディのゆめにおまかせ、Delirious）は、1991年のアメリカ合衆国のファンタジー・コメディ映画。監督はトム・マンキーウィッツ、出演はジョン・キャンディとマリエル・ヘミングウェイなど。日本では劇場未公開で、JSB（現WOWOW）での放送時のタイトルは『夢におまかせ/シナリオライター危機一筆』。

## ストーリー
メロドラマの脚本家ジャックは、自身が脚本を手がけているテレビドラマでヒロインをつとめる女優のローラに恋し、ある日意を決してアタックするが、見事にフラれる。傷心のジャックはショックで運転を誤り、交通事故を起こしてしまう。
目を覚ましたジャックは病院にいたが、様子がどこかおかしい。そしてジャックは、自分が創作したドラマの舞台である架空の町の中にいることに気づく。

## キャスト
※括弧内は日本語吹替。
- ジャック・ゲーブル: ジョン・キャンディ（安原義人）
- ルイーズ: マリエル・ヘミングウェイ（水谷優子）
- ローラ: エマ・サムズ（英語版）（高島雅羅）
- カーター・ヘディソン: レイモンド・バー（吉水慶）
- デニス: デヴィッド・ラッシュ（千田光男）
- ブレイク: ディラン・ベイカー（宮本充）
- タイ: チャールズ・ロケット（家中宏）
- ヘレン: アンドレア・トンプソン（英語版）（さとうあい）
- ミッキー: ザック・グルニエ（山野史人）
- ルー: ジェリー・オーバック
- レン: ジョン・マイケル・ボルジャー
- アーリーン: ルネ・テイラー
- ジャック・ゲイツ: ロバート・ワグナー（クレジットなし）
- 洗面所の女性: マーゴット・キダー（クレジットなし）

## 作品の評価
Rotten Tomatoesによれば、9件の評論のうち高評価は44%にあたる4件で、平均点は10点満点中5.3点となっている。
ニューヨーク・タイムズ紙のジャネット・マスリンは「緩慢な部分はあるが、キャンディ氏が陽気なので楽しい雰囲気を保つことができる。」としつつも、「キャンディ氏がヘミングウェイ氏を何度も倒したり、傷つけたりするお約束のギャグにあるように、病的なドタバタ劇の残念なテイストを見せることがある。また、病弱な若者が登場する度に新たな症状を発症するという、特に笑えない定番ジョークがある。」としている。
ロサンゼルス・タイムズのマイケル・ウィルミントンは「悪夢を題材にした映画だが、悪い夢そのものになるのではなく、ただの悪い映画になっている。」と酷評している。